# Arthuria alcatraziensis
Arthuria alcatraziensis é uma espécie de esponja calcária do gênero Arthuria do Brasil. É nomeada em homenagem as Ilhas Alcatrazes, onde foi descoberta..

## Descrição
O cormus é esférico, composto de tubos finos, regulares e bem anastomosados. A anastomose dos tubos externos é mais apertada que a interna. Superfície é hispido por causa da grande quantidade de diactinas. Tubos coletores de água estão presentes. A cor é branca quando viva e bege quando preservada.